# SN 1960C
SN 1960C – supernowa odkryta 20 lutego 1960 roku w galaktyce MCG +03-31-41. W momencie odkrycia miała maksymalną jasność 17,00m.